# Peter Pokorný
Peter Pokorný (Trencsén, 2001. augusztus 8. –) szlovák korosztályos válogatott labdarúgó, a spanyol Real Sociedad B játékosa.

## Pályafutása

### Klubcsapatokban
Az AS Trenčín csapatának a korosztályos csapataiban kezdte fiatalon a labdarúgást, majd innen került 2018-ban az osztrák Red Bull Salzburg akadémiájára. 2018-ban a Salzburg második csapatához a Lieferinghez csatlakozott. Augusztus 3-án debütált a Vorwärts Steyr csapata ellen 4–0-ra megnyert bajnoki találkozón kezdőként, majd Nikola Stosic cseréje lett. 2019 márciusában profi szerződést kötött a Salzburgtól, amely 2024 júniusáig szól. 2020. augusztus 26-án jelentették be, hogy kölcsönbe egy évre az SKN St. Pölten csapatához csatlakozik. Néhány nappal később be is mutatkozott az ATSV Wolfsberg elleni kupamérkőzésen. Szeptember 13-án az Osztrák Bundesligában is debütált az SK Sturm Graz csapata ellen. 2021. június 16-án jelentették be, hogy a spanyol Real Sociedad csapatával három éves szerződést írt alá és először a tartalékoknál kap lehetőséget, ahol Xabi Alonso az edző.
2022. július 4-én jelentette be a magyar MOL Fehérvár, hogy egy évre kölcsönbe vette.

### A válogatottban
Többszörös szlovák korosztályos válogatott labdarúgó.

## Statisztika
2020. október 25-i állapotnak megfelelően.
| Klub           | Szezon   | Bajnokság | Bajnokság | Kupa  | Kupa | Nemzetközi | Nemzetközi | Összesen | Összesen |
| Klub           | Szezon   | Mérk.     | Gól       | Mérk. | Gól  | Mérk.      | Gól        | Mérk.    | Gól      |
| -------------- | -------- | --------- | --------- | ----- | ---- | ---------- | ---------- | -------- | -------- |
| Liefering      | 2018–19  | 23        | 0         | —     | —    | —          | —          | 23       | 0        |
| Liefering      | 2019–20  | 14        | 0         | —     | —    | —          | —          | 14       | 0        |
| Liefering      | Összesen | 37        | 0         | 0     | 0    | 0          | 0          | 37       | 0        |
| SKN St. Pölten | 2020–21  | 5         | 0         | 2     | 0    | —          | —          | 7        | 0        |
| SKN St. Pölten | Összesen | 5         | 0         | 2     | 0    | 0          | 0          | 7        | 0        |
| Összesen       | Összesen | 42        | 0         | 2     | 0    | 0          | 0          | 44       | 0        |